# Leo Slezak
Leo Slezak (Šumperk, 18 agosto 1873 – Rottach-Egern, 1º giugno 1946) è stato un tenore drammatico, attore cinematografico e cantante d'opera ceco naturalizzato austriaco; la sua voce larga e dal timbro caratteristico era caratterizzata da una rara capacità di eseguire un repertorio estremamente ampio e vario, sia parti drammatiche, comprese quelle tipiche del tenore eroico, sia parti tipicamente liriche.
Slezak si distingueva per la sua alta statura e la postura potente, che influenzavano le sue capacità vocali. Nella sua categoria vocale fu uno dei cantanti più apprezzati, anche dai maggiori direttori del suo tempo (es. Toscanini). Sebbene la voce di Slezak sia spesso classificata come tenore eroico (Heldentenor), ha interpretato ruoli wagneriani piuttosto leggeri, cioè non Tristano o Siegfriedo: è anche descritta con il termine più ristretto di heldentenor giovanile ("tenore eroico giovanile"), o come "tenore lirico-drammatico".
Tra i tenori eroici, si distingueva per la leggerezza e la mobilità della sua voce, il timbro brillante e gli acuti piacevolmente suonanti. Era anche un apprezzato interprete del repertorio di canzoni (molte registrazioni), che eseguiva con un'espressione insolita, ma a volte cadendo in un eccessivo sentimentalismo.
Ha recitato in dozzine di film, principalmente commedie, perché aveva senso dell'umorismo, che si manifestava anche nelle sue pubblicazioni e nella sua vita privata.

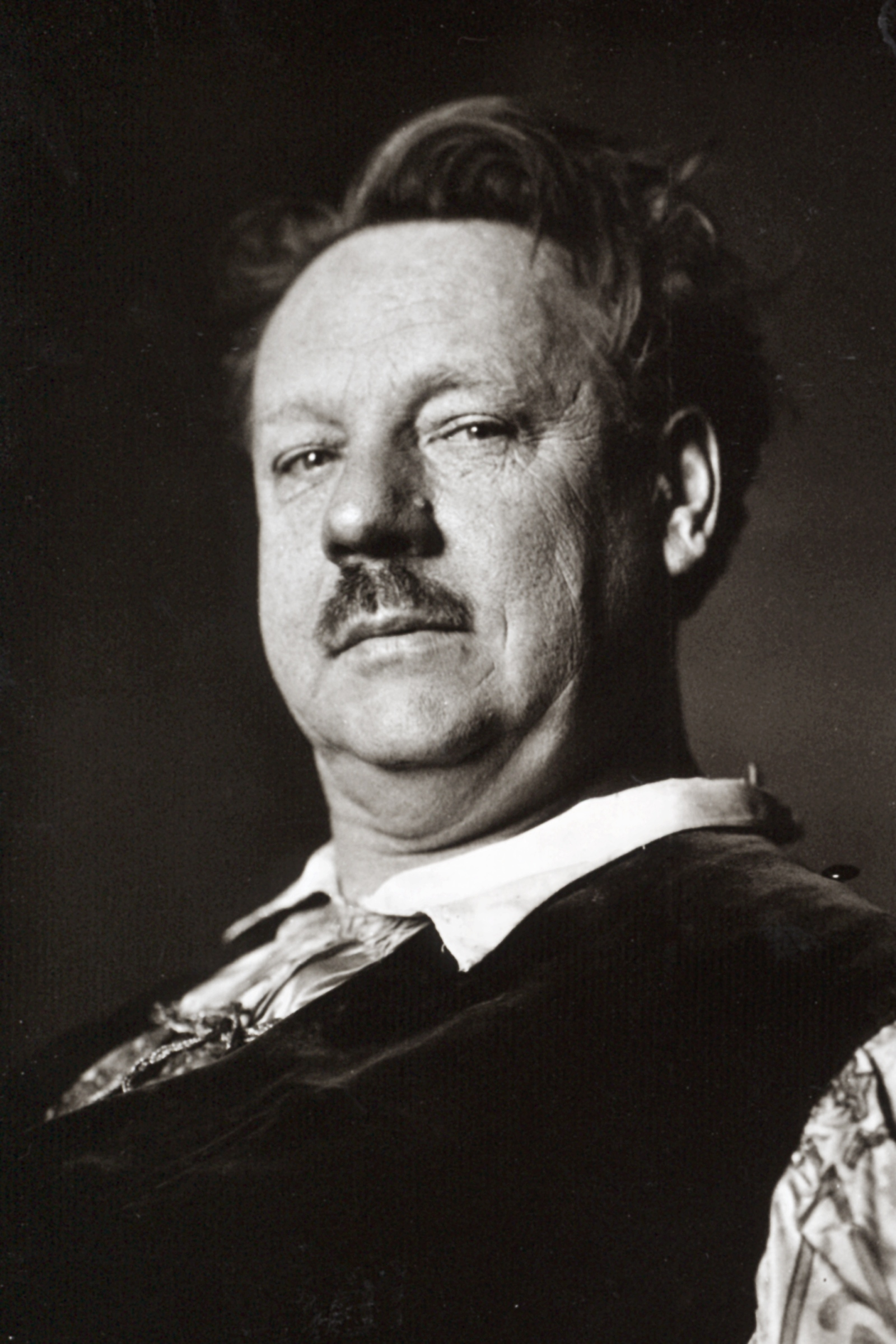
Leo Slezak 1927

## Biografia

### Primi anni e formazione

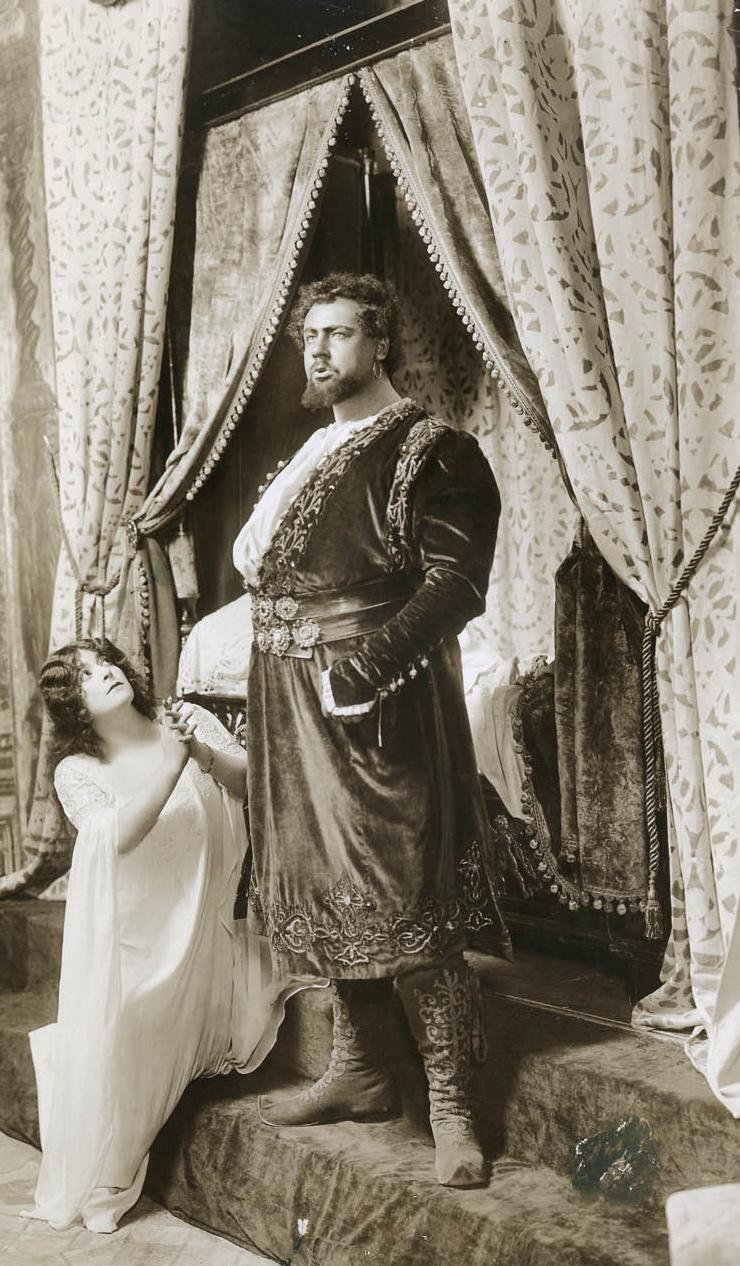
Leo Slezak e Frances Alda nei panni di Otello e Desdemona, Metropolitan Opera, 1909

Leo Slezak nacque il 18 agosto 1873 a Mährisch-Schönberg (ora Šumperk) da una famiglia cattolica. Era figlio di Leo Rudolf Slezak, un mugnaio (a Šumperk) e magazziniere (a Brno) e Anna Kretschmer. Dopo essere stato espulso dalla scuola, lavorò inizialmente come giardiniere a Šumperk, poi dal 1888 come apprendista fabbro a Brno; dopo l'esame di apprendistato frequentò una scuola professionale (Werkmeisterschule). A Brno, dove lavorò anche come comparsa per il teatro cittadino e studiò canto nel suo coro. Il suo talento fu scoperto da Adolf Robinson (1838-1920), noto baritono, che gli insegnò a cantare gratuitamente per due anni. A quel tempo intraprese molte attività professionali, fu soldato, impiegato e rappresentante di commercio; finalmente nel settembre 1895, dopo un'audizione, ottenne un lavoro al teatro di Brno. Il 17 marzo 1896 vi fece il suo debutto come Lohengrin. 

### La carriera
Nonostante le difficoltà iniziali, la sua carriera si sviluppò in tempi relativamente brevi. Nel 1898 fu ingaggiato per cinque anni dalla Deutsche Oper Berlin, dove appariva raramente e gli venivano affidati solo ruoli minori, quindi fece domanda per la risoluzione del contratto. Riuscì tuttavia a ottenere solo un congedo di due anni, grazie al quale negli anni 1899-1901 poté accettare un lavoro presso l'Opera di Wrocław, che gli permise di svilupparsi più rapidamente come cantante e artista: a Wrocław interpretò ruoli wagneriani: Siegfried, Tannhäuser, Walter von Stolzig in I maestri cantori di Norimberga. Il 18 maggio 1900 fece il suo debutto alla Royal Opera House come Lohengrin titolare, apparendo lì anche come Siegfried e Tannhäuser, ma il suo debutto a Londra fu rovinato dal trambusto causato dalla notizia del sollievo dell'assedio di Mafeking. Nel 1900 sposò Elsa Wartheim (in realtà Elisabeth Anna Wertheim, 1874-1944), un'attrice di teatro che terminò la sua carriera dopo il matrimonio. Ebbero due figli: Margarete Slezak (1901–1953), cantante e Walter Slezak (1902–1983), attore e cantante cinematografico (principalmente di operetta). Anche la figlia di Walter, Erika Slezak (nata nel 1946), divenne una famosa attrice. Per molti anni la famiglia passò le vacanze in una tenuta alpina a Rottach-Egern che, secondo le memorie di Walter Slezak, era stata acquistata nel 1910.

### Il periodo alla Wiener Staatsoper
Grazie all'aiuto di Gustav Mahler, che lo invitò a collaborare con la Wiener Staatsoper, Slezak fu sciolto dal suo contratto con la Staatsoper Unter den Linden. Fu associato a vita alla Wiener Staatsoper, essendone membro negli anni 1901–1912 e 1917–1934: dopo il 1926, tuttavia, esibendosi più raramente e nel 1927 divenne membro onorario. Fece il suo debutto lì nel 1901 come Arnold nel Guglielmo Tell di Rossini e il suo ruolo finale nel 1934 fu Otello. Il ruolo di Otello fu uno dei più apprezzati di tutta la sua carriera, lo interpretò per la prima volta nel 1909 alla Wiener Volksoper. In totale è apparso a Vienna in 936 rappresentazioni e 44 ruoli diversi. Nel 1907 (o 1908), per il desiderio di sviluppare una carriera internazionale nel repertorio francese e italiano e per migliorare la sua tecnica vocale, studiò inoltre per sette mesi con Jean de Reszke a Parigi: l'apprendimento fu efficace, perché nel 1909 cantava Otello al Covent Garden, con particolare potenza e bellezza di tono. Mentre studiava a Parigi, si esibì come Faust, Don José (Carmen) e in diverse opere di Giacomo Meyerbeer e nel 1909 si esibì con il Metropolitan Opera al Théâtre du Châtelet. Nello stesso anno debuttò al Metropolitan Opera con Otello sotto la direzione di Toscanini, ottenendo un successo ancora maggiore che a Londra. Fu ingaggiato a New York dal 1909 al gennaio 1913, principalmente in ruoli wagneriani: Tannhäuser - 1910, Lohengrin, Walter in I maestri cantori di Norimberga e come Manrico (Il trovatore, Radames (Aida) Herman (La dama di picche - 1910, prima americana assoluta, Tamino (Il flauto magico), Faust e Alessandro Stradella (opera di Friedrich von Flotow), spesso diretto da Mahler e Toscanini; soprattutto l'Otello, con Frances Alda nel ruolo di Desdemona. In quattro stagioni, per un totale di 10 ruoli in 72 spettacoli, escluse le tournée. Nel 1910 si esibì anche alla Boston Opera House come Manrico e Otello. Insieme al Metropolitan Opera, ha preso parte a un tour americano. Fino al 1917 viaggiò negli Stati Uniti in tournée tutto l'anno.

### Interprete di canzoni
Ha intrapreso molte esibizioni come ospite, non solo come cantante d'opera, ma anche come interprete del repertorio di canzoni, anche durante la pausa di diversi anni nelle esibizioni a Vienna, quando guadagnò fama internazionale: iniziò a costruire un vasto repertorio di canzoni insieme al suo accompagnatore Oskar Dachs dopo la prima guerra mondiale. Ha cantato tra gli altri al Deutsches Theater, 1901, Zurigo (Opernhaus Zürich, 1902), Milano (La Scala, 1905 – Tannhäuser), Brno (1905), Leopoli (1907), Francoforte (inclusi 1912, 1917), Dresda (Semperoper, 1916), Budapest (1918), Copenaghen (1920), Stoccolma (1920–21), Basilea (Theater Basel, 1922), così come ad Amsterdam, Rotterdam, Berlino, Mosca, Monaco, Parigi, San Pietroburgo e Varsavia. Il suo repertorio comprendeva un totale di 66 ruoli. I più importanti sono Walter (I maestri cantori di Norimberga), Eléazar (L'ebrea), Jean de Leyde (Il profeta), Raoul (Gli ugonotti), Faust, Assad (La regina di Saba), Il duca (Rigoletto), Manrico (Il Trovatore), Radamès (Aida), Canio (Pagliacci), Kalaf (Turandot, prima viennese nel 1926), Lohenhrin, e soprattutto Otello. Tuttavia, il suo repertorio comprendeva anche ruoli tipicamente lirici, come Tamino (Il flauto magico), Julian (Louise) di Gustave Charpentier, Faust o George Brown (La dame blanche di François-Adrien Boieldieu).

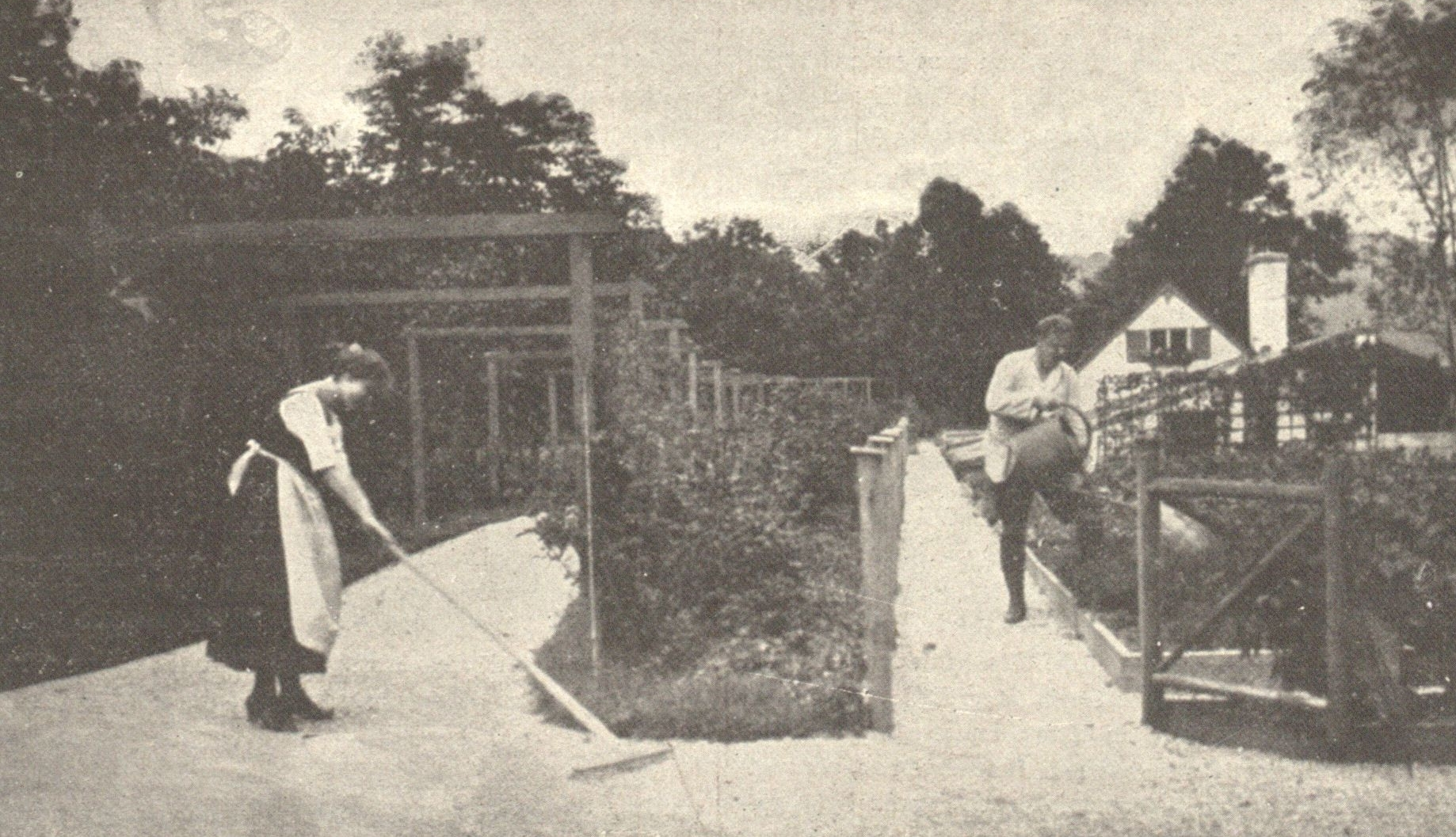
In giardino con mia figlia (Rottach-Egern, 1918)

### Operetta
Occasionalmente prese parte anche a spettacoli di operetta, ad esempio come Barinkay in Der Zigeunerbaron (Vienna 1910) e anche, con grande successo, in Barbablù di Jacques Offenbach (Barbe-bleue) (Berlino 1929) e riviste: nel 1924 Komische Oper di Berlino - Das hat die Welt noch nicht geseh'n. Verso la fine della sua carriera apparve meno spesso nelle opere e più spesso in concerti da solista, soprattutto come interprete di canzoni: le sue tournée in questa veste ebbero un notevole successo.

### Carriera cinematografica
Iniziò invece la sua carriera cinematografica: è apparso in circa 50 film tedeschi e austriaci, principalmente commedie grazie al suo talento comico, il più delle volte nei ruoli di padri e zii: tra cui Der Frauendiplomat, 1932; G'schichten aus dem Wienerwald, 1934 ; La Paloma, 1934; Le allegre comari di Windsor, 1936; Der letzte Wiener Fiaker, 1937; Gasparone, 1937; Heimat, 1938; Una inebriante notte di ballo, 1939; Operette, 1940; Münchhausen, 1943. Durante il Terzo Reich, Slezak fu uno degli artisti che furono "perdonati" da Adolf Hitler per aver sposato una persona di origine ebraica e non furono disturbati dalle autorità, il che costituiva un'eccezione alla legislazione antisemita in vigore; anche sua figlia Margarete, che conosceva Hitler personalmente da molti anni, era libera di esibirsi sul palco. Neue Deutsche Biographie riferisce, tuttavia, che aveva difficoltà a ottenere ruoli. Dalla fine degli anni '20 partecipò anche a trasmissioni radiofoniche umoristiche.

### Una famiglia di autori
È autore di quattro pubblicazioni umoristiche autobiografiche:
- Tutte le mie opere, Berlino 1922, Berlino 1922
- L'impegno non rispettato, Berlino 1927 (edizioni in inglese di questo e di quanto sopra combinate in Song of Motley. Le reminiscenze di un tenore affamato, 1938)
- La ricaduta, Berlino 1940
- La fiaba della mia vita, Monaco 1948

Suo figlio Walter pubblicò un volume simile, A che ora è il prossimo cigno? (New York 1962; ed. tedesca Wann geht der nächste Schwan? Monaco 1964), con il titolo riferito a uno dei tanti eventi aneddotici della vita del padre. Durante l'esibizione di Lohengrin, Slezak non era riuscito a salire sul cigno che era salpato, con divertimento del pubblico; il cantante poi chiese: "A che ora parte il prossimo cigno?" ("Wann fährt der nächste Schwan?"). Peer via della passione di Slezak per gli scherzi, contenuta anche nei suoi diari scritti in modo vivido e colorato, che allo stesso tempo costituiscono materiale importante che documenta l'epoca, il materiale aneddotico è abbondante. Ad esempio, una volta, non avendo soldi per pagare un albergo, andò a parlare con il suo proprietario con l'armatura di Lohengrin, sperando di convincerla a fare delle concessioni. In un'altra occasione, facendo smorfie, fece ridere il coro del Metropolitan Opera a tal punto da interrompere l'esibizione, anche se pagò con i suoi soldi una multa imposta ai coristi dalla direzione. Anche Walter Slezak compilò una selezione di lettere Mio caro ragazzo. Lettere di un padre preoccupato (Monaco 1966). Anche sua figlia Margarete scrisse di suo padre (Der Apfel fällt nicht weit vom Stamm, 1953 – autobiografia). Tra le pubblicazioni separate dedicate a Slezak figurano: di Ludwig Klinenberger, Leo Slezak. Un contributo alla storia dell'arte drammatica del canto (1910); di Hanna von Feilitzsch, Leo Slezak. Il maestro dei Do di petto (1996).

### Premi e riconoscimenti
Ha ricevuto il titolo di cantante di corte imperiale-reale (Kammersänger; 1905) e cantante di corte reale in Baviera e Romania, oltre a numerosi ordini e medaglie internazionali. Nel 1926 divenne membro onorario dell'Opera di Vienna e nel 1928 dell'Accademia Filarmonica di Bologna.
A lui sono state intitolate diverse strade (Vienna XVIII - Leo-Slezak-Gasse, Berlin-Neukölln e Rottach-Egern - Leo-Slezak-Straße).
A Rottach-Egern è stato eretto un monumento all'artista. Gran parte dell'eredità del cantante (registrazioni, documentazione fotografica) è conservata presso l'Österreichisches Theatermuseum.
È sepolto nella tomba di famiglia a Rottach-Egern.

## Galleria d'immagini

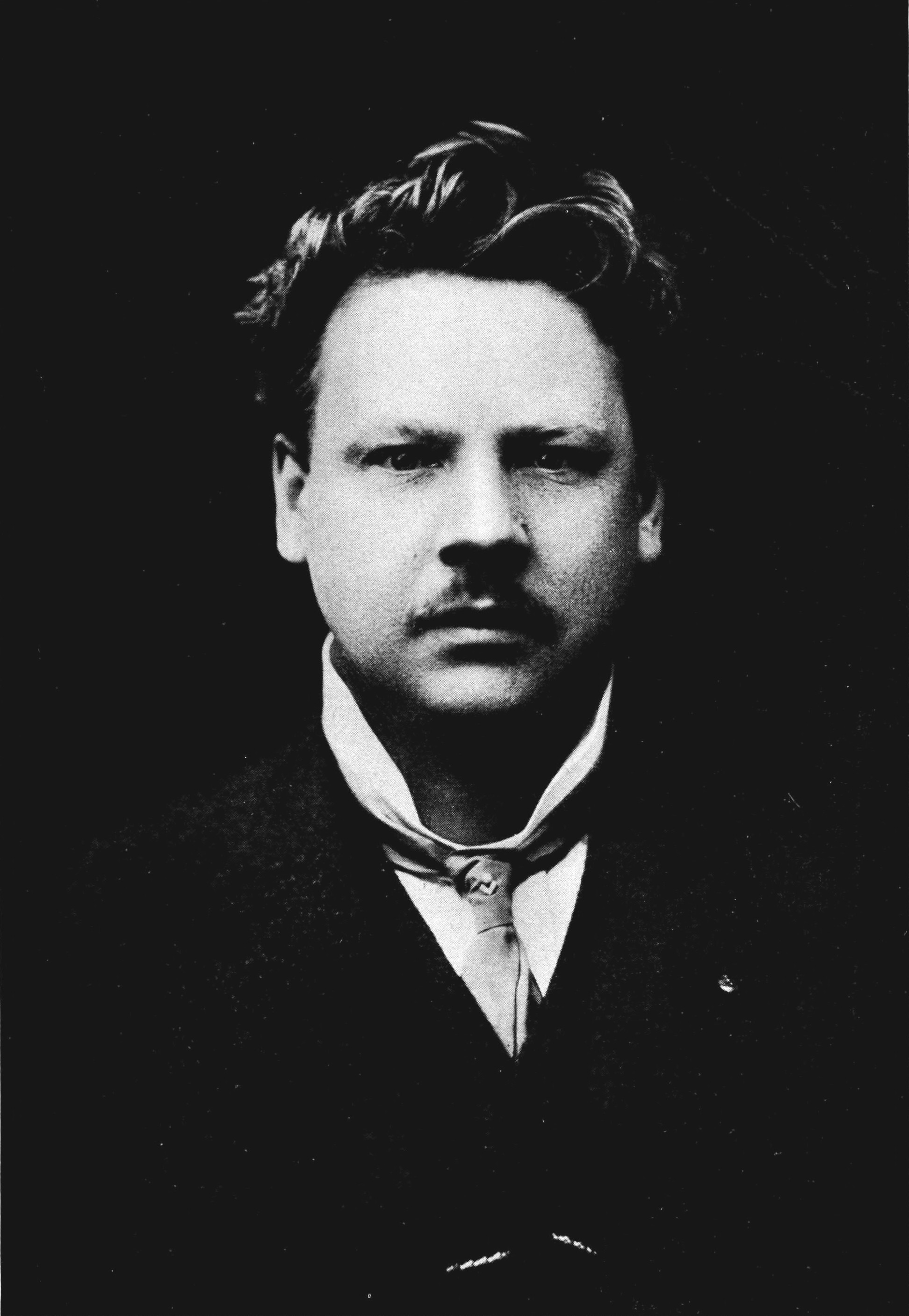
Leo Slezak - Mishkin Studio
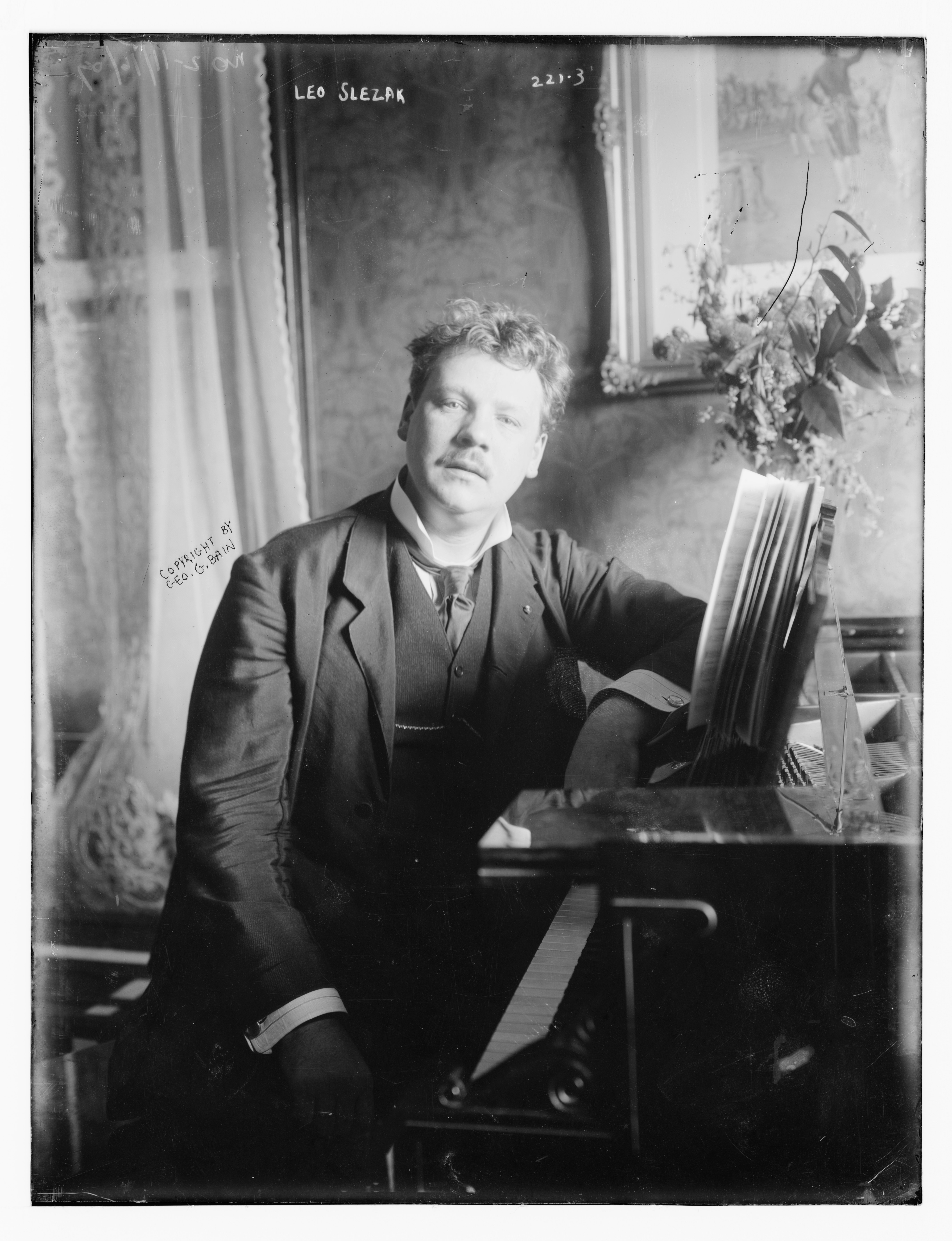
Leo Slezak
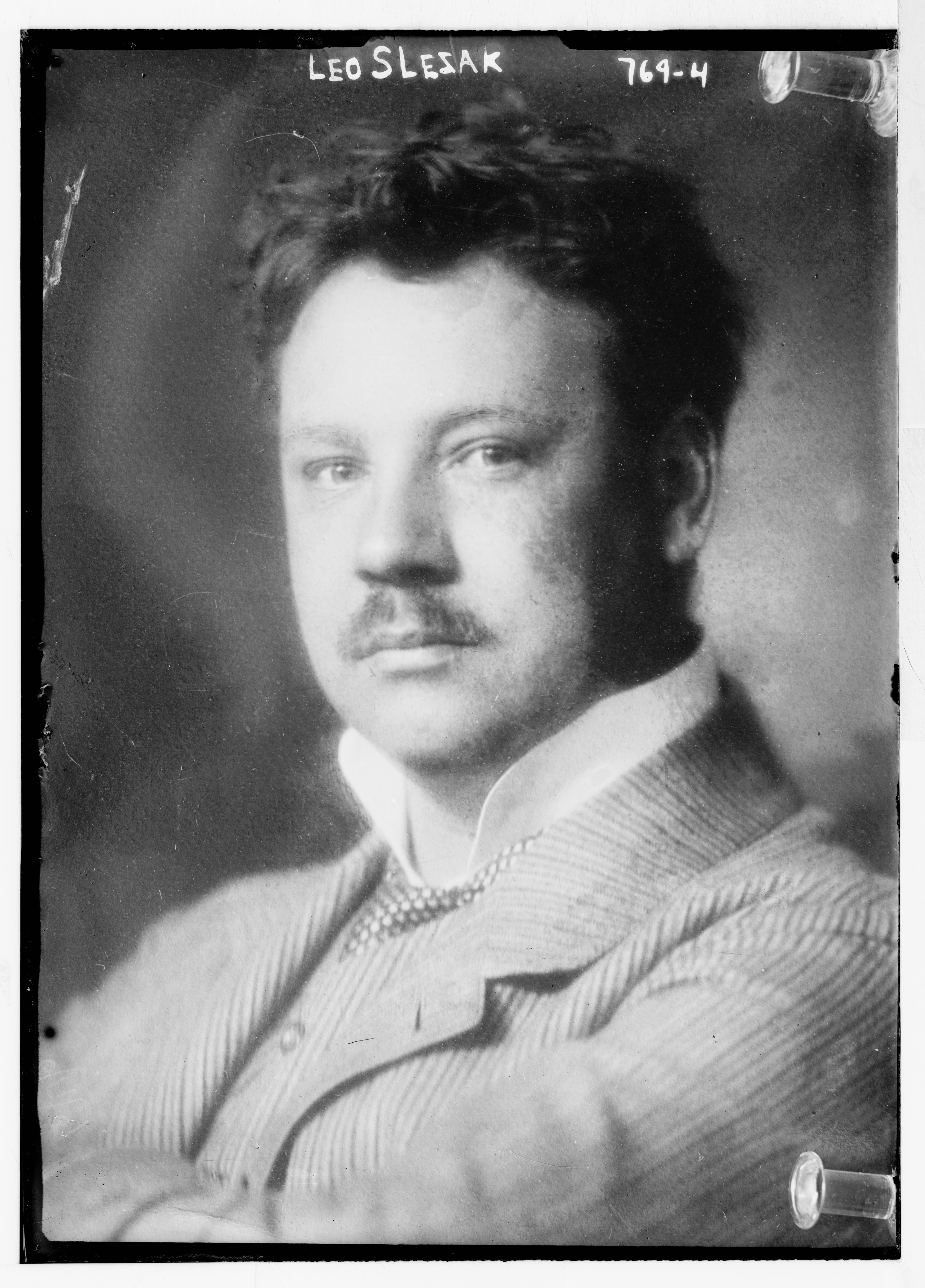
Leo Slezak
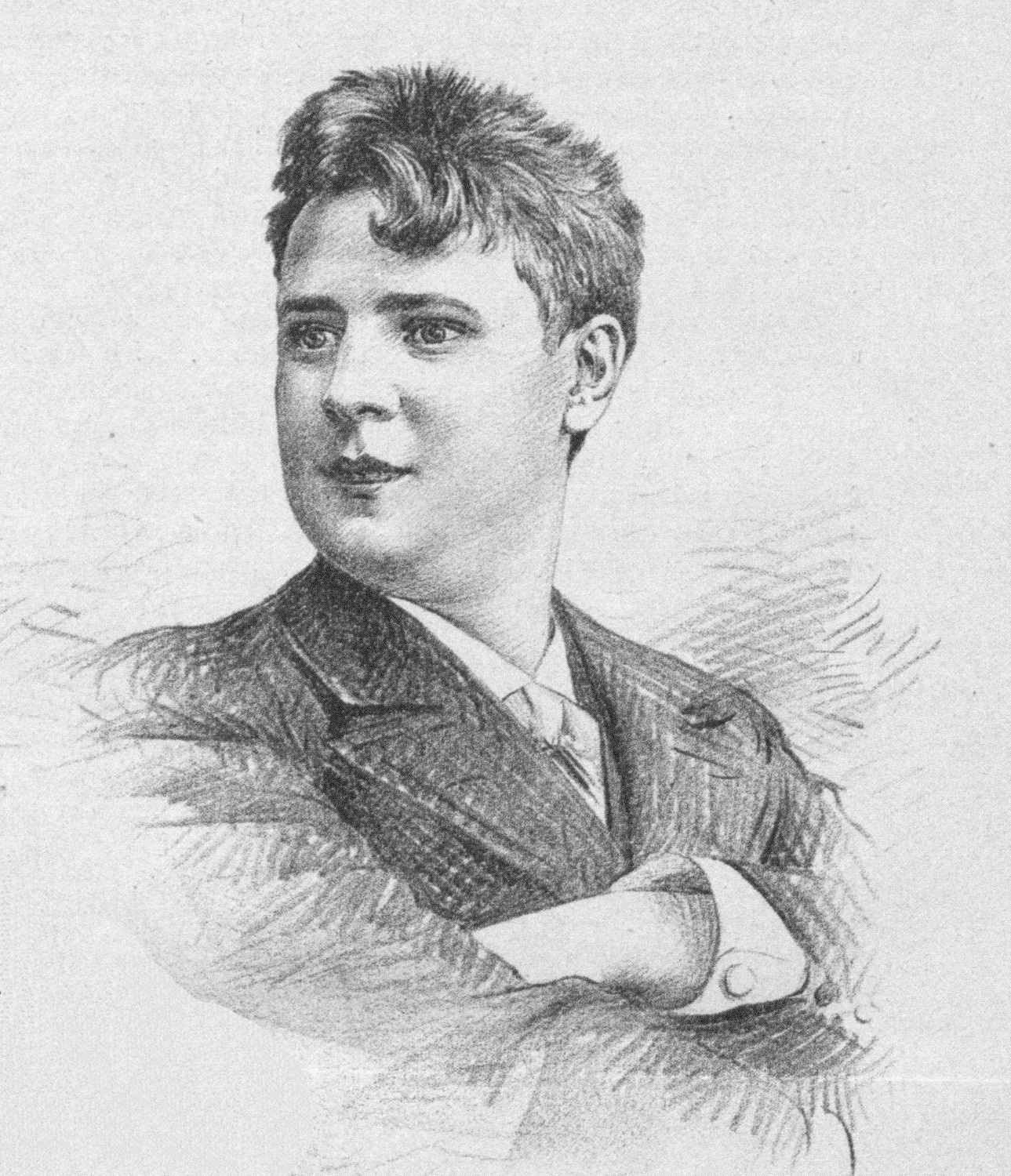
Leone Slezak nel 1897
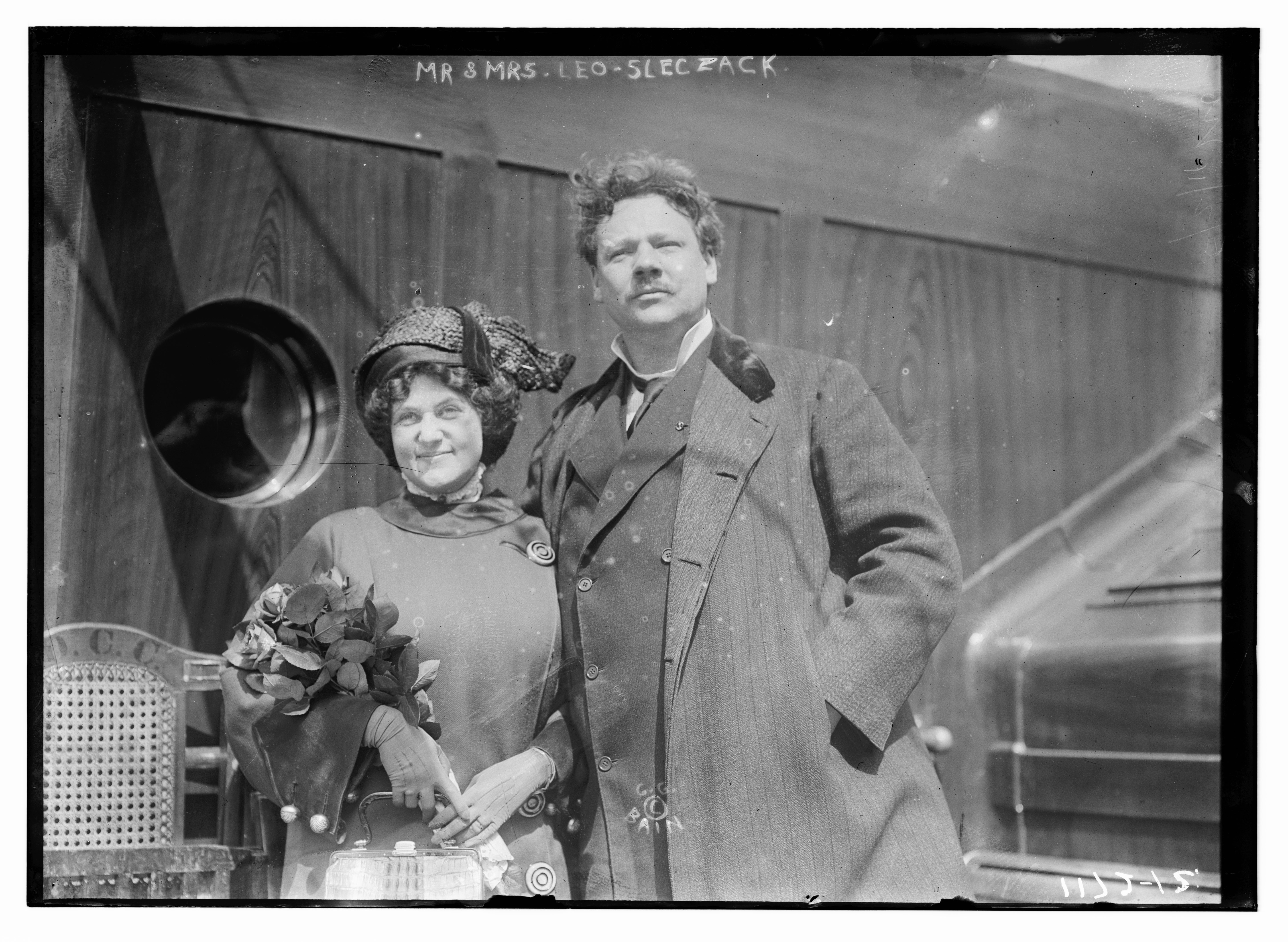
Leo Sleczack con la moglie
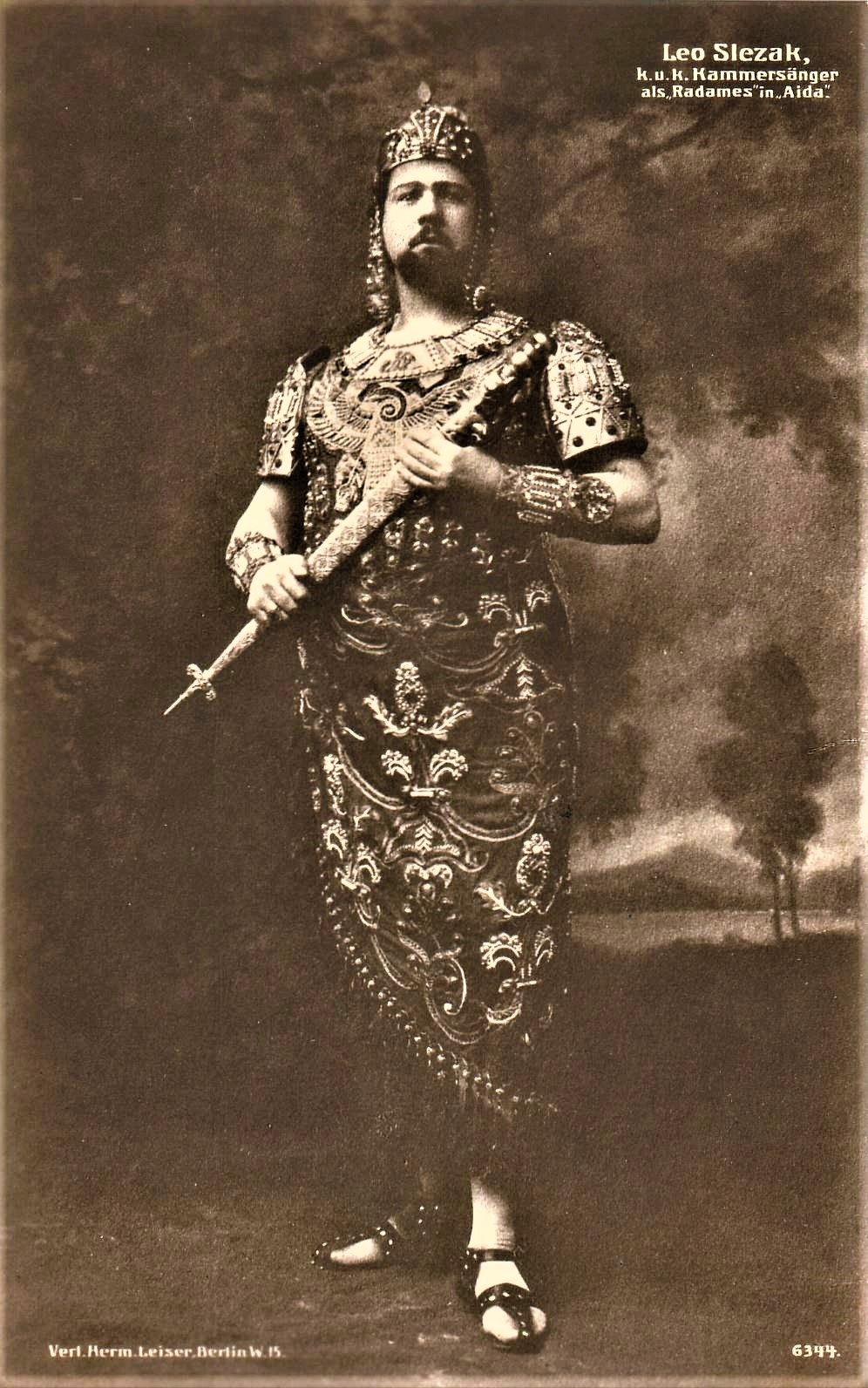
Leo Slezak nel ruolo di Radames nell'Aida
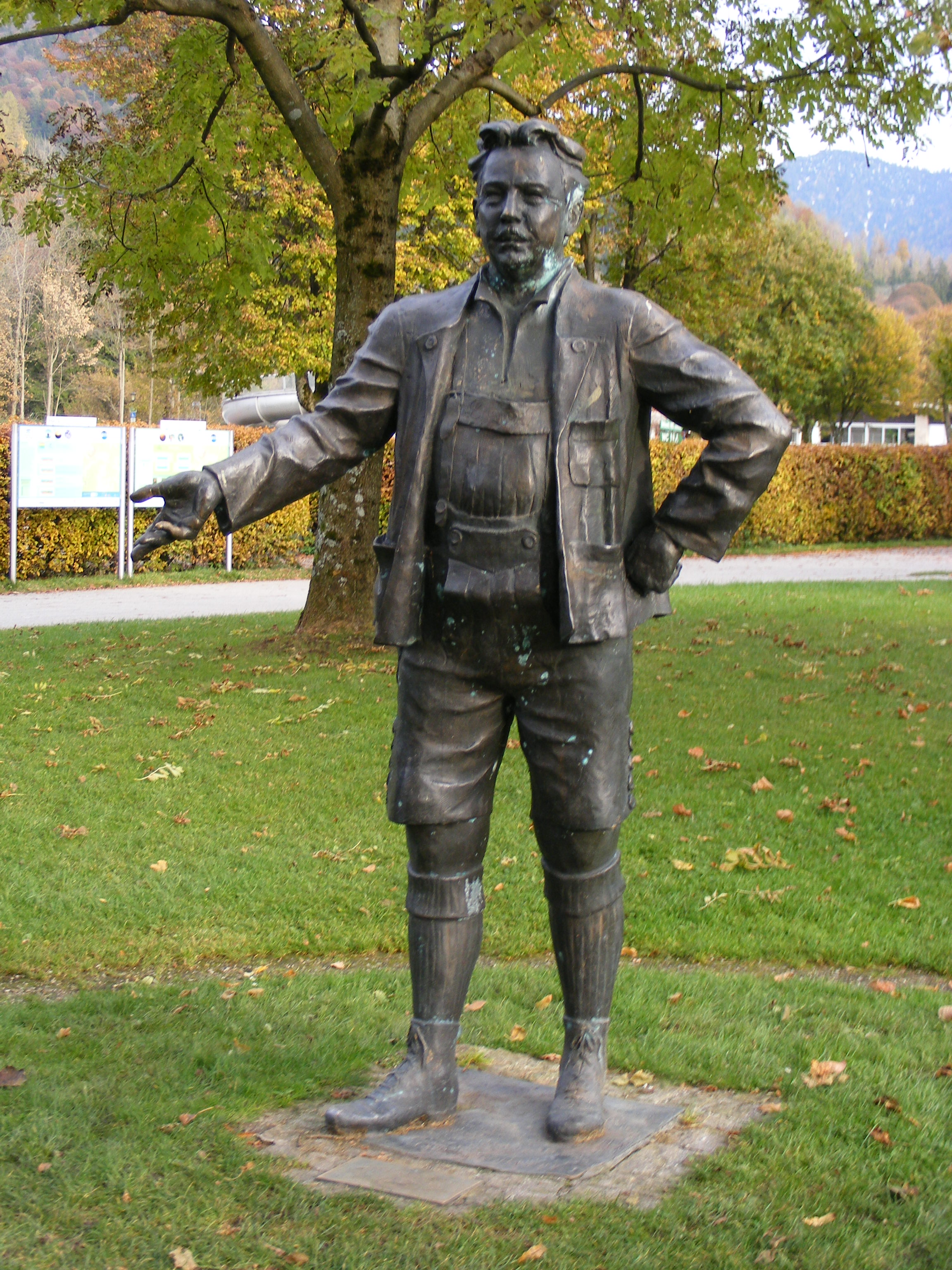
Scultura di Leo Slezak a Rottach-Egern
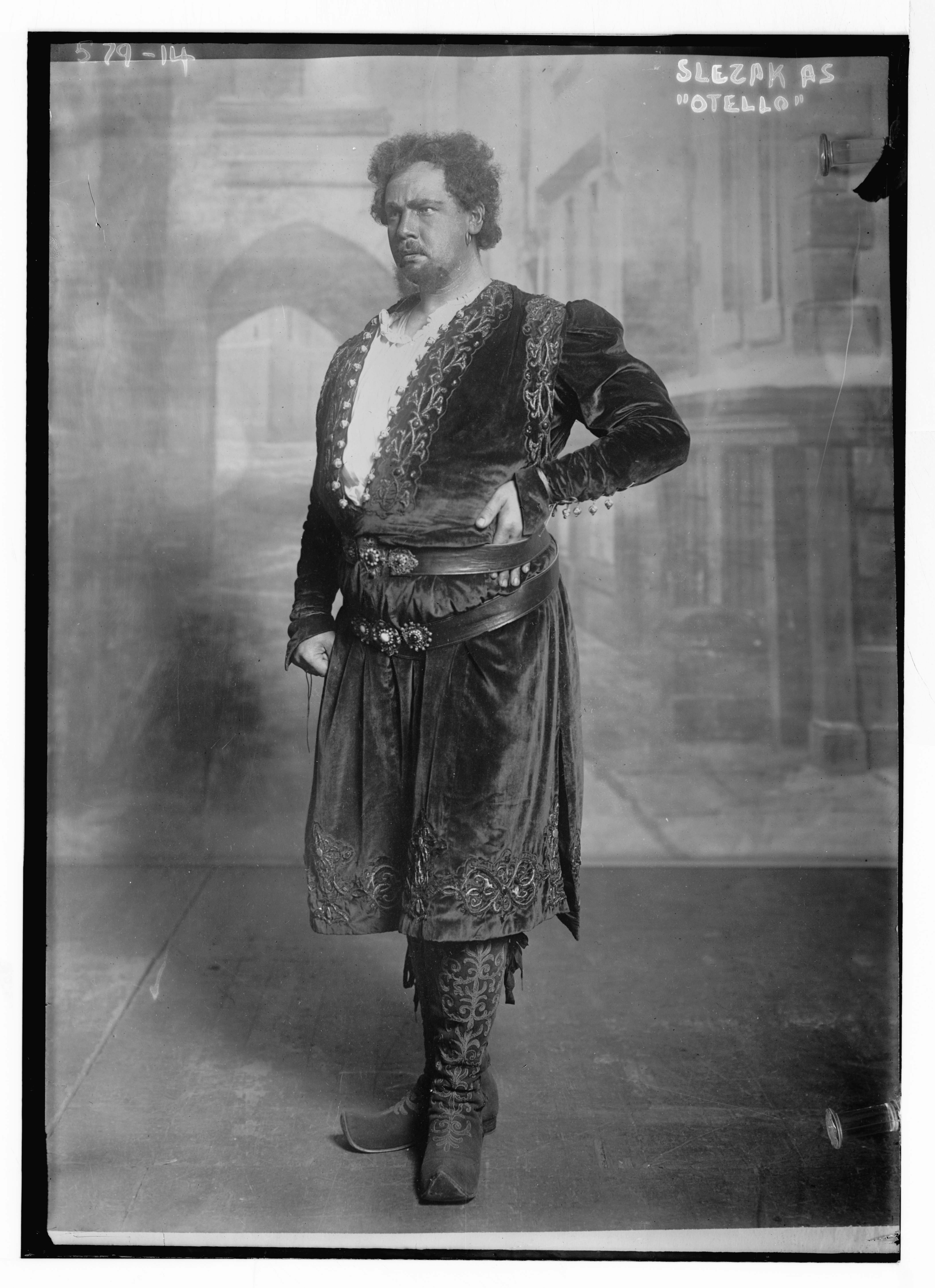
Slezak come "Otello"
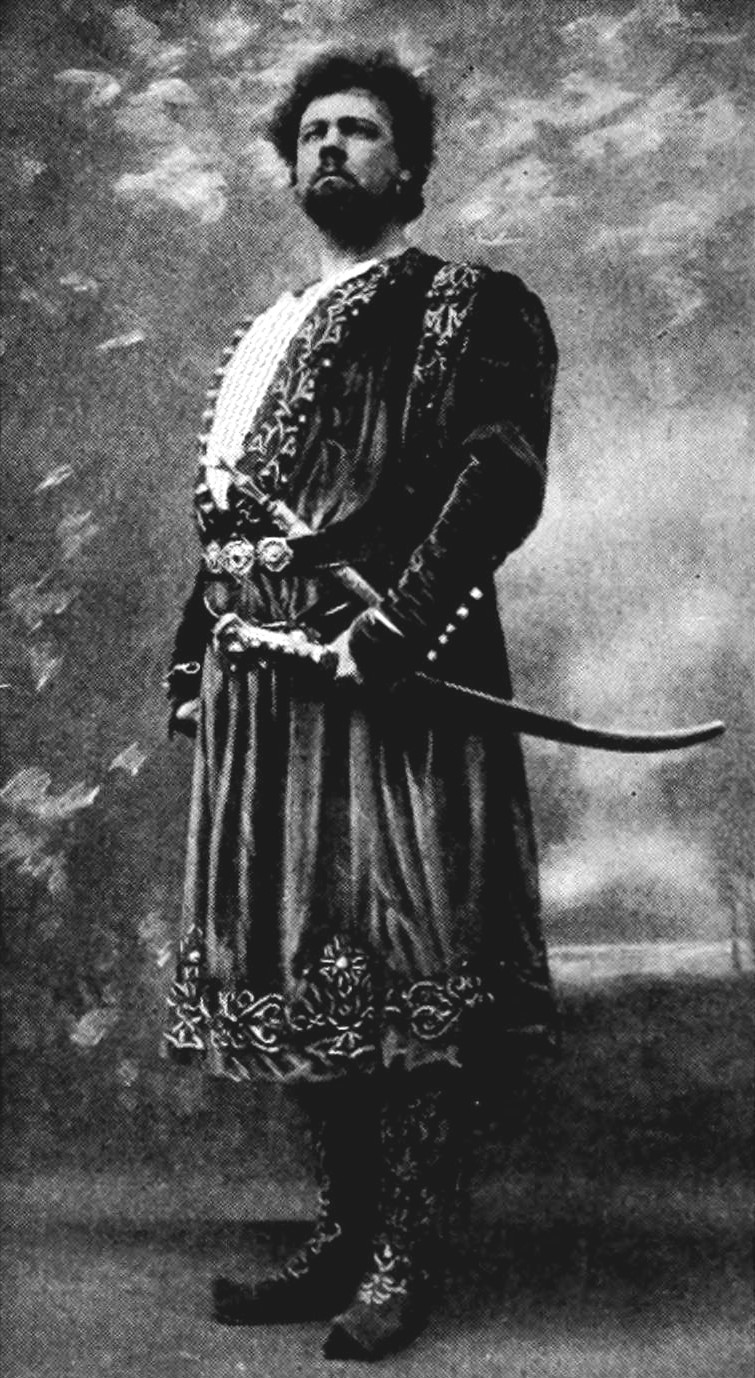
Verdi - Otello - Slezak come Otello
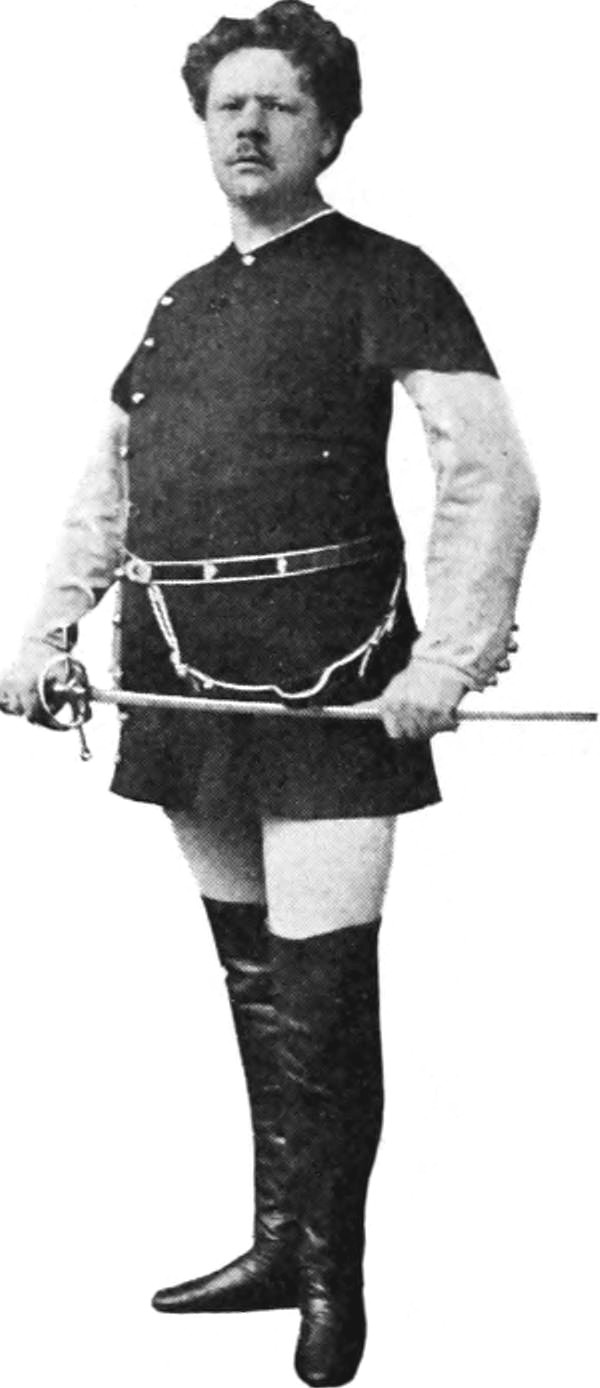
Verdi - Il trovatore - Leo Slezak come Manrico
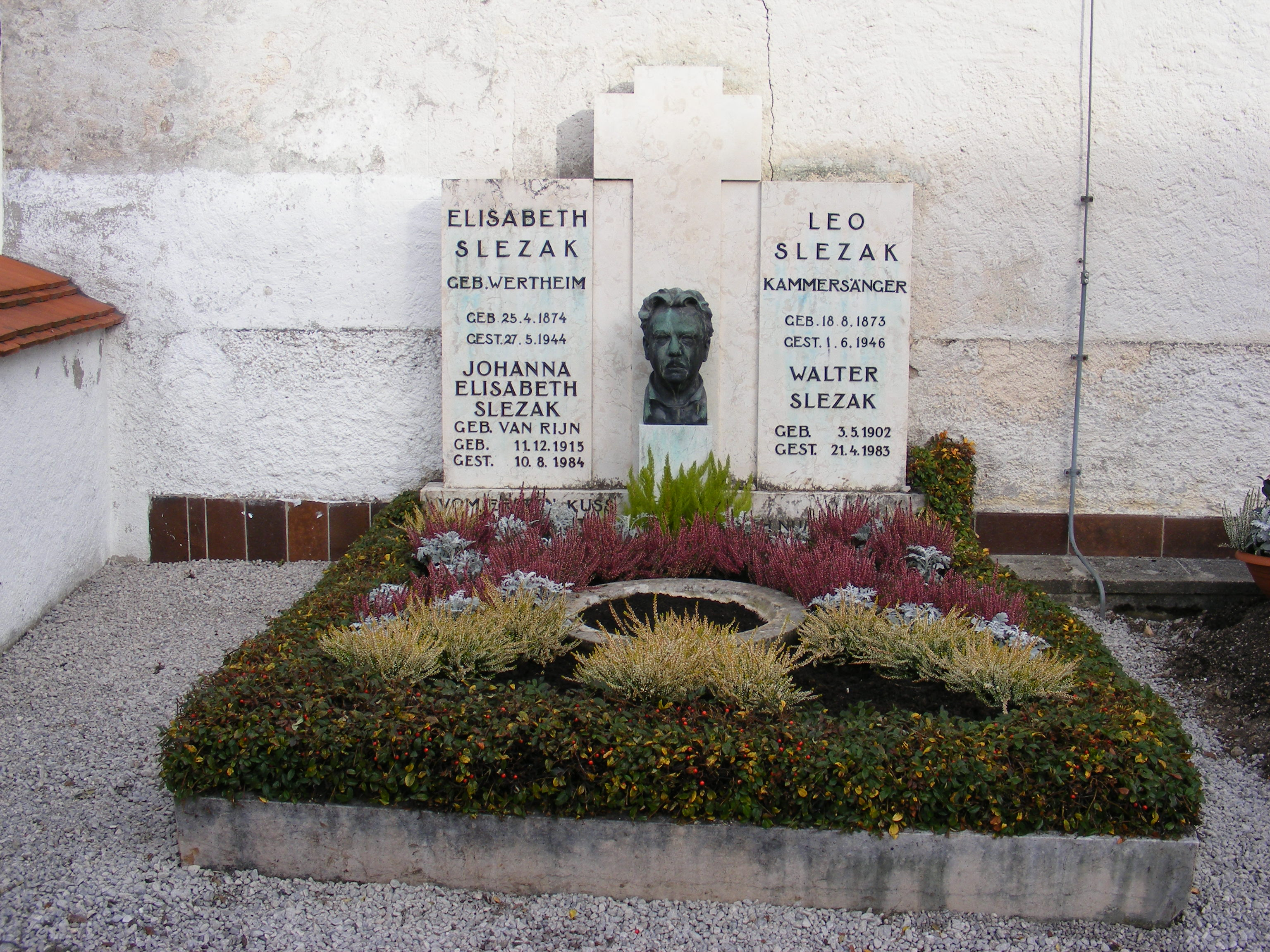
La tomba di Slezak

## Repertorio
| Ruolo                | Titolo                          | Autore       |
| -------------------- | ------------------------------- | ------------ |
| Masaniello           | La muta di Portici              | Auber        |
| Florestan            | Fidelio                         | Beethoven    |
| Don José             | Carmen                          | Bizet        |
| George Brown         | La dama bianca                  | Boieldieu    |
| Hermann              | La dama di picche               | Čajkovskij   |
| Giuliano             | Louise                          | Charpentier  |
| Alessandro Stradella | Alessandro Stradella            | Flotow       |
| Assad                | La regina di Saba               | Goldmark     |
| Faust                | Faust                           | Gounod       |
| Eléazar              | L'ebrea                         | Halévy       |
| Canio                | Pagliacci                       | Leoncavallo  |
| Turiddu              | Cavalleria rusticana            | Mascagni     |
| Cavaliere Des Grieux | Manon                           | Massenet     |
| Raoul                | Gli ugonotti                    | Meyerbeer    |
| Jean de Leyde        | Il profeta                      | Meyerbeer    |
| Timon                | Zaide                           | Mozart       |
| Belmonte             | Il ratto dal serraglio          | Mozart       |
| Ferrando             | Così fan tutte                  | Mozart       |
| Tamino               | Il flauto magico                | Mozart       |
| Des Grieux           | Manon Lescaut                   | Puccini      |
| Rodolfo              | La bohème                       | Puccini      |
| Mario Cavaradossi    | Tosca                           | Puccini      |
| Calaf                | Turandot                        | Puccini      |
| Arnoldo Melchtal     | Guglielmo Tell                  | Rossini      |
| Sansone              | Sansone e Dalila                | Saint-Saëns  |
| Dalibor              | Dalibor                         | Smetana      |
| Barinkay             | Lo zingaro barone               | Strauss      |
| Ernani               | Ernani                          | Verdi        |
| Duca di Mantova      | Rigoletto                       | Verdi        |
| Manrico              | Il trovatore                    | Verdi        |
| Riccardo             | Un ballo in maschera            | Verdi        |
| Radamès              | Aida                            | Verdi        |
| Otello               | Otello                          | Verdi        |
| Erik                 | L'olandese volante              | Wagner       |
| Tannhäuser           | Tannhäuser                      | Wagner       |
| Lohengrin            | Lohengrin                       | Wagner       |
| Froh                 | L'oro del Reno                  | Wagner       |
| Walter von Stolzing  | I maestri cantori di Norimberga | Wagner       |
| Sigfrido             | Sigfrido                        | Wagner       |
| Max                  | Il franco cacciatore            | Weber        |
| Adolar               | Euryanthe                       | Weber        |
| Florindo             | Le donne curiose                | Wolf-Ferrari |